# Dorylus distinctus
Dorylus distinctus é uma espécie de formiga do gênero Dorylus.